# Ulrik Novisadi
Ulrik Novisadi (Novosadi), född 8 juli 1774 i Karlskrona, död 26 januari 1813 i Karlskrona, var en svensk guldsmed, sigillgravör och etsare.
Han var son till Fredrik Sigismund Novisadi och Maria Elisabeth Schlyter. Han var verksam som guldsmedsmästare i Karlshamn 1801-1802 och var därefter under en kortare tid verksam i Kalmar 1804. Han återvände till Karlskrona 1805. Bland hans bevarade arbeten märks ett antal exlibris samt graverade sigill och adliga vapen.